# Cnicus
Cnicus es un género de plantas de la familia Asteraceae. Comprende 395 especies descritas y de estas, solo un puñado aceptadas. La mayoría de las no aceptadas son sinónimos de especies de otros géneros, y hoy día  se considera Cnicus como un sinónimo p.p.max. de Cirsium p.p. y otro miembros  de la tribu Cardueae. Pero el problema no está aclarado del todo, pues parece que quedan especies que sí están aún aceptadas como parte del género Cnicus - por ejemplo Cnicus medius Knock.  y Cnicus transsylvanicus Schur.

## Etimología
Del Griego κνεκος, y el Latín cnicos, o cnecos, el cártamo, azafrán bastardo y otros Cardos parecidos. En Plinio el viejo, XXI, liii, 90, como cnecon

## Taxonomía
Género descrito por Carlos Linneo y publicado en Species Plantarum, 2, p. 826, 1753. La especie tipo es Cnicus benedictus L.

## Especies aceptadas
A continuación se brinda un listado de las especies del género Cnicus aceptadas, ordenadas alfabéticamente. Para cada una se indica el nombre binomial seguido del autor, abreviado según las convenciones y usos.
- Cnicus diacanthus?
- Cnicus medius Knock.
- Cnicus pungens Willd. non Sebast.
- Cnicus transsilvanicus Schur